# 遠州森站
遠州森站（日语：／ Enshūmori eki */?）是位於靜岡縣周智郡森町森980番2號，天龍濱名湖鐵道的天龍濱名湖線車站。

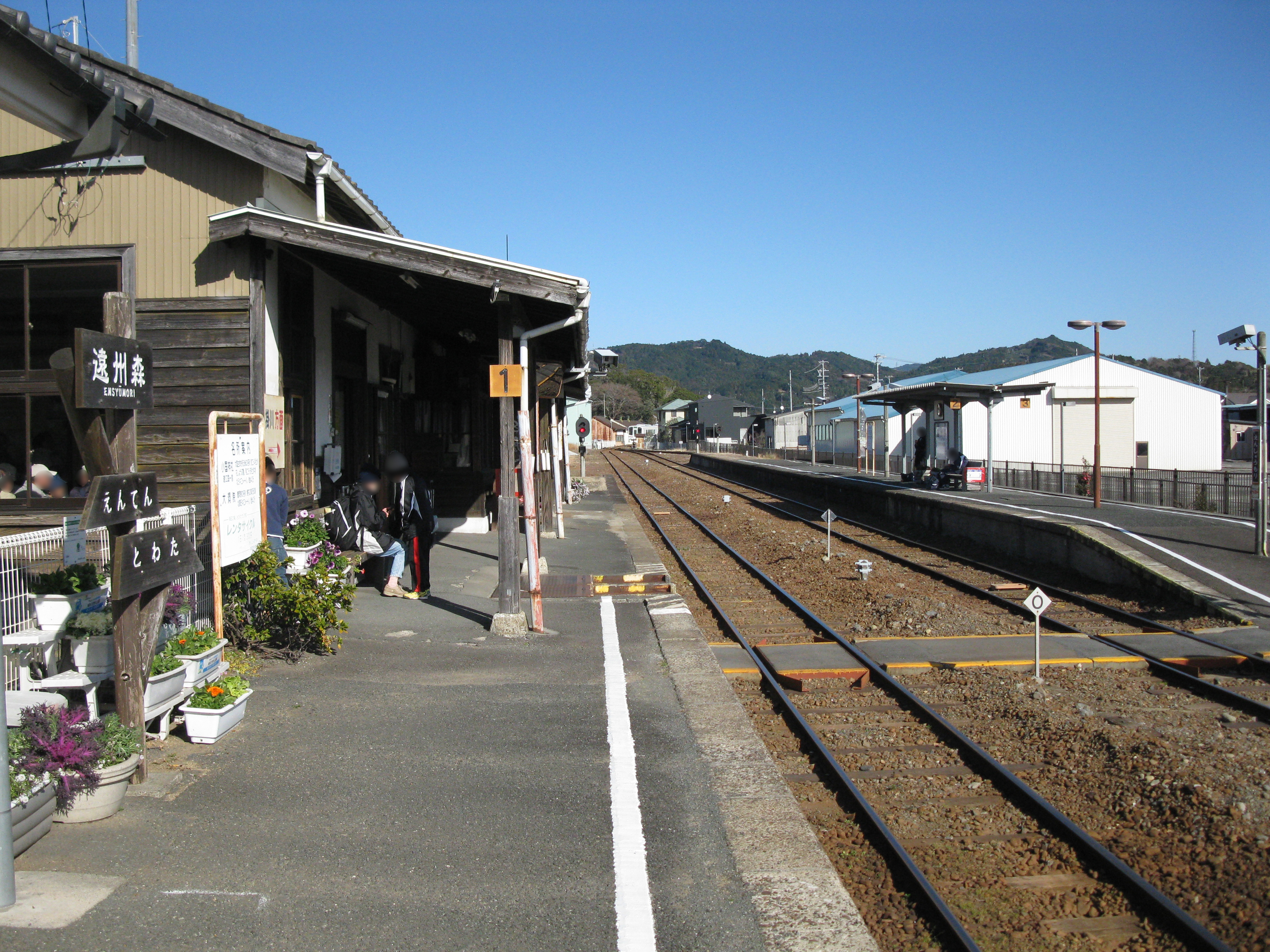
月台與平交道(2011年1月)

## 歷史
- 1935年4月17日：國鐵二俁線此站至掛川站之間開通，當時此站名為遠江森站，為一般車站[1]。
- 1940年（昭和15年）6月1日 - 二俁線金指站至此站之間開通。
- 1961年（昭和36年）5月16日 - 遠州鐵道柴油列車會經西鹿島站駛入至此站。
- 1966年（昭和41年）10月1日 - 遠州鐵道柴油列車不再駛入此線。
- 1970年（昭和45年）6月1日 - 終止貨物起卸業務，成為旅客車站。
- 1987年（昭和62年）3月15日 - 二俁線由天龍濱名湖鐵道接管，成為天龍濱名湖鐵道車站。此站同時改名為遠州森站。
- 2011年（平成23年）1月26日 - 車站大樓被登錄成為登錄有形文化財[2]。
- 2019年（令和元年）12月24日 - 躍馬發動機推出電動輔助單車（日语：電動アシスト自転車）「PAS」，一架廣告列車於此站出發並舉行出發儀式。車站名稱當日臨時改名為「PAS站」[3]。

## 車站構造
車站是一座地面車站，設有2面3線的混合式月台。車站位於較高位置。
此站是業務委託車站，設有古老木造車站大樓。車站大樓與上行月台被登錄為國家登錄有形文化財。

### 月台
| 月台 | 路線          | 上下行 | 方向                               | 備註                        |
| ---- | ------------- | ------ | ---------------------------------- | --------------------------- |
| 1、3 | ■天龍濱名湖線 | 上行   | 掛川方向                           | 從此站出發的列車使用3號月台 |
| 2    | ■天龍濱名湖線 | 下行   | 天龍二俁、西鹿島、金指、新所原方向 |                             |

## 使用狀況
以下為近年1日平均乘車人次
| 乘車人次變化 | 乘車人次變化      |
| 年度         | 一日平均 乘車人次 |
| ------------ | ----------------- |
| 2008         | 227               |
| 2009         | 238               |
| 2010         | 270               |
| 2011         | 305               |
| 2012         | 342               |
| 2013         | 328               |
| 2014         | 342               |
| 2015         | 356               |
| 2016         | 362               |
| 2017         | 358               |
| 2018         | 335               |

## 車站周邊
車站附近設有住宅和商店。
- 靜岡銀行森町分店
- 成城遠州森町店
- Welcia藥局森町森店
- Piago森店
- 超級石原森町店
- 森町公所
- 森町郵局
- 太田川（日语：太田川 (静岡県)）
- 森町中央體育館
- 靜岡縣立遠江綜合高等學校（日语：静岡県立遠江総合高等学校）

森町公所、郵局、中央體育館距離此站5～10分鐘步行距離。

## 巴士路線
- 秋葉巴士服務（日语：秋葉バスサービス） - 磐田線、秋葉中遠線
- 森町營巴士 - 吉川線

## 相鄰車站
天龍濱名湖鐵道
天龍濱名湖線
戶綿－遠州森－森町醫院前

## 注腳
1. ↑  日本《官報》第2478號「鐵道省告示第152號」，大藏省印刷局：1935年4月10日，第326頁。
2. 1 2  【文化財を登録有形文化財に登録する件】 (平成23年文部科學省告示第2號) 《官報》 平成23年（2011年）1月26日付號外、第16號 pp.46-51
3. ↑  ヤマハ発動機㈱の電動アシスト自転車『PAS（パス）』ラッピング列車、出発式および列車運行について‼【発表】2019年12月24日(火)『PAS号（パス）』運行開始! （页面存档备份，存于）（日語）天龍濱名湖鐵道新聞稿（2019年12月18日更新）2020年1月6日參閲
4. ↑  掛川市統計書

## 外部連結
- 遠州森站 （页面存档备份，存于）（日語） - 天龍濱名湖鐵道株式會社
- 森町公所 （页面存档备份，存于）（日語）